# Galeirão-comum
O galeirão-comum (Fulica atra) é uma ave da família Rallidae. Do tamanho de um pato, é facilmente identificável pela plumagem totalmente negra, que contrasta com o bico e a placa frontal brancos.
Esta espécie tem uma distribuição muito ampla, que abrange quase toda a Europa (até à latitude de 65º N), a Ásia e a Oceania.
Frequenta zonas húmidas de água doce, como pauis, lagoas, barragens e açudes. Embora seja omnívoro, o galeirão-comum alimenta-se principalmente de matéria vegetal, podendo também capturar insectos.

## Subespécies

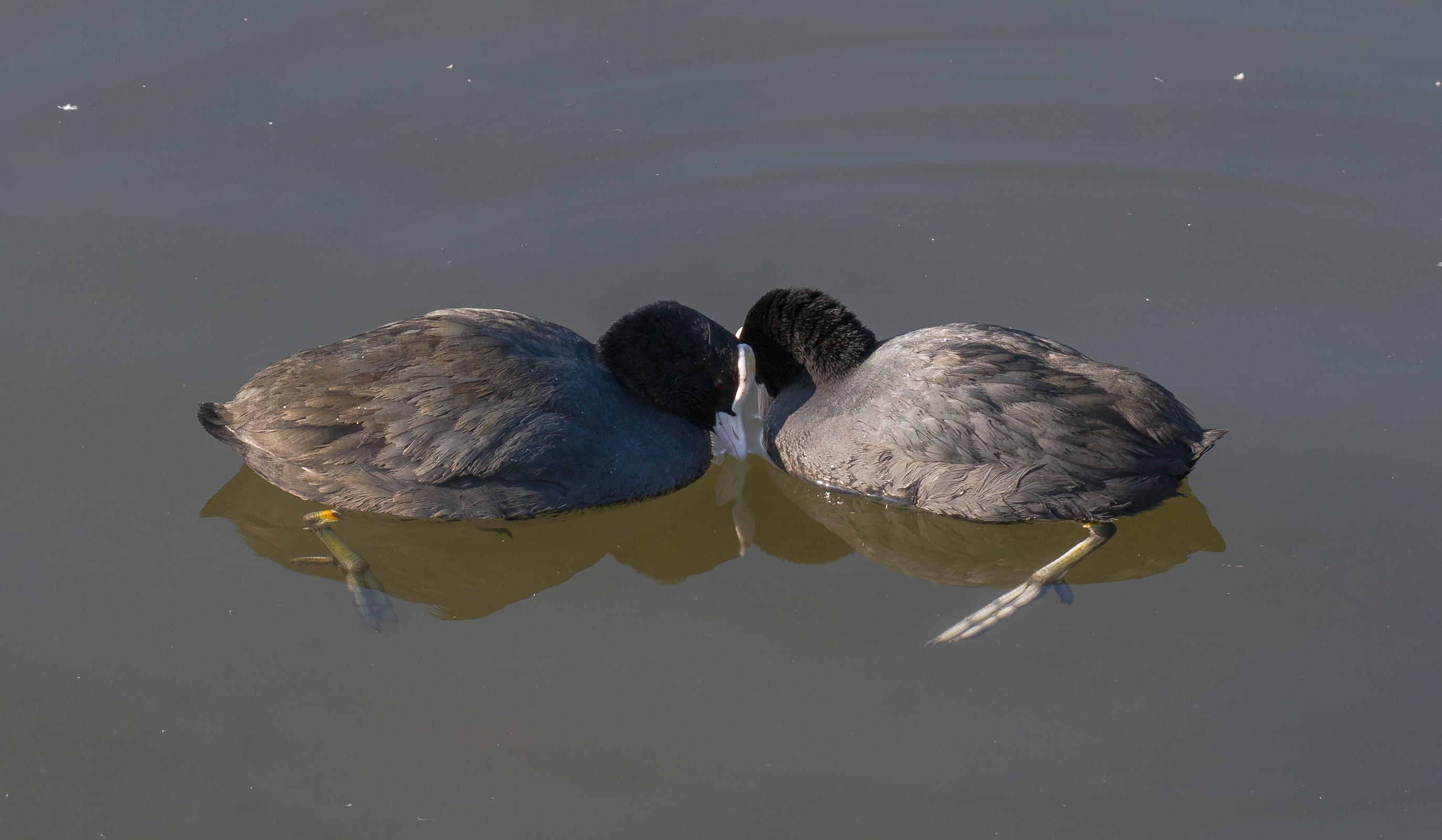
Galeirãos nadando.

São normalmente reconhecidas 4 subespécies de galeirão-comum:
- F. a. atra - Eurásia, Norte de África, Açores e Islândia, Ásia até ao Japão e ao Sri Lanka
- F. a. lugubris - Java e parte ocidental da Nova Guiné
- F. a. novaeguineae - Nova Guiné central
- F. a. australis - Austrália, Tasmânia e Nova Zelândia

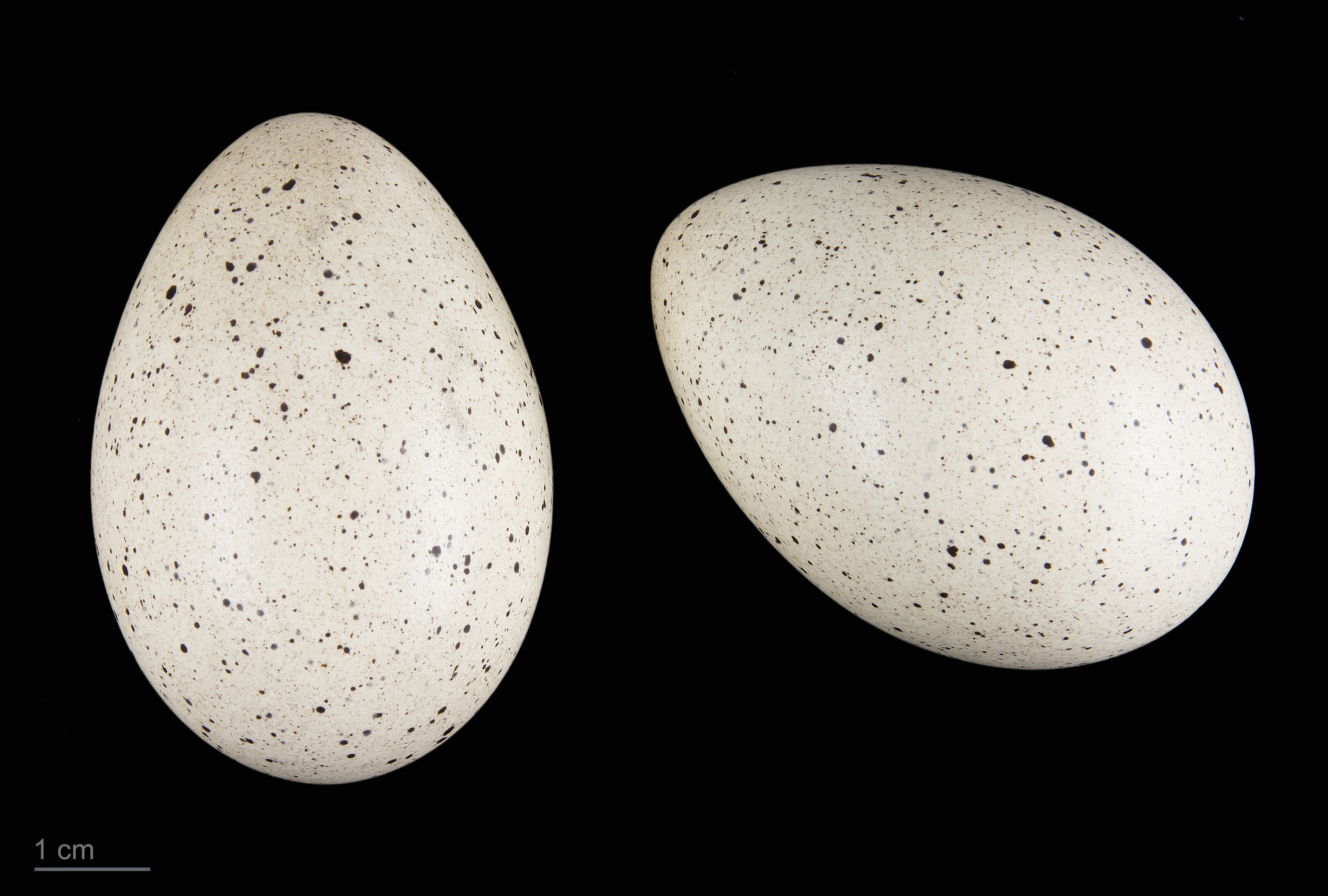
Fulica atra - MHNT